# Jeorjos Ladas
Jeorjos Ladas, gr. Γεώργιος Λαδάς (ur. 1913 w Nikozji, zm. 1997) – cypryjski polityk i prawnik, deputowany, od 1981 do 1985 przewodniczący Izby Reprezentantów.

## Życiorys
Ukończył studia prawnicze, po których praktykował jako w zawodzie prawnika. Działał w Partii Demokratycznej (DIKO). W 1977 uzyskał mandat posła do Izby Reprezentantów. Ponownie wybierany w 1981 i 1985, zasiadał w parlamencie do 1991. Od 1980 do 1981 był rzecznikiem frakcji DIKO. W latach 1981–1985 pełnił funkcję przewodniczącego Izby Reprezentantów.